# Seznam autobusových linek v Olomouci
Toto je seznam linek městské autobusové dopravy v Olomouci. Stav ke dni 1. 9. 2024. 
Většinu linek provozuje Dopravní podnik města Olomouce, na výkonech MHD se dále podílí dopravce Arriva Morava.

## Denní linky

### Linka č. 10
Civilní obrana - Pavelkova, JTEKT - Lipenská - Aut. nádraží podchod - Trnkova - Zikova - Rožňavská - Povel, škola -Hotelový dům (Z) - Fakultní nemocnice - Pionýrská - Nová Ulice - Okružní - Profesora Fuky - Karafiátová - Stupkova - Jílová - Kmochova - Foerstrova - Šibeník - Gymnázium Hejčín - (Ladova) - Svatoplukova - Řepčín, Máchova - Řepčín, železárny a zpět
- výjezdové/zátahové spoje začínají/končí na zastávce Ladova
- Ve směru Civilní obrana je poslední spoj v ranní špičce ukončen již v zastávce Zikova, poslední spoj v odpolední špičce končí na zastávce Trnkova
- Linka je provozována pouze ve špičkách pracovních dnů
- Na linku částečně nasazeny kloubové autobusy

### Linka č. 11
(Ladova; Z) - (Na Střelnici) - (Náměstí Hrdinů) - (Tržnice) - (Envelopa) - (Třída 17. listopadu) - Hlavní nádraží - Na Špici - Na Pile - Chválkovická-Epava - Na Rohu - (Týneček; T) - Selské náměstí - Domov seniorů - Samotišky - (Droždín, dol. konec) - (Droždín, škola) - Droždínská zatáčka - Svatý Kopeček, bazilika - Svatý Kopeček, ZOO - (Radíkov, zahrádky; X) - (Radíkov) - (U Lesa; Z; X) - (Lošov) - (Lošov, Svolinského) a zpět
- Mimo večerních spojů linka linka při obsluze Lošova neobsluhuje zastávky v Radíkově a naopak (větvení v zastávce Svatý Kopeček, ZOO)
- Ze zastávky Na Střelnici jsou vedeny pouze dva spoje denně, ostatní spoje začínají na zastávce Hlavní nádraží
- Poslední denní spoj z Radíkova projíždí vyjma Týnečku a Droždína celou trasu, ze zastávky Na Střelnici pokračuje do zastávky Ladova
- Spoje vedené z Lošova projíždějí ve směru do centra přes zastávku na znamení U Lesa
- Interval ranní špička/odpolední špička/sedlo a dny pracovního klidu/večer 10/10-15/15-20/60 min

### Linka č. 12
(Řepčín, železárny) - (Řepčín, Máchova) - (Svatoplukova) - (Na Trati) - (Ladova) - Erenburgova - Foerstrova - Foerstrova, pošta - Dvořákova - Hotelový dům (T) - Zenit - Velkomoravská - U Teplárny - Vejdovského - Hlavní nádraží - Fibichova - Aut. nádraží podchod - ČSAD - Pekárny - U Mlýna - Holice - (Keplerova) - (Průmyslová) - (Nový Dvůr) a zpět
- Pokud spoj vyjíždí z Řepčína, neobsluhuje zastávku Ladova
- Pokud spoj jede na Nový Dvůr (pouze ve dnech pracovního klidu), neobsluhuje zastávky Keplerova a Průmyslová
- Linka je ve společném úseku (Foerstrova, pošta - Holice, resp. Průmyslová, resp. Nový Dvůr) proložena s linkou 19
- V pracovních dnech jsou na linku nasazovány především kloubové autobusy
- Interval špička/sedlo/večer a dny pracovního klidu 20/20-40/60 min

### Linka č. 13
Hlavní nádraží - (Kosmonautů; T) - 17. listopadu - Envelopa - Vejdovského - (Zora) - U Teplárny - (Konzum) - (Přichystalova) - Nový Svět - Holická, Grapo - Šlechtitelů a zpět
- Linka obsluhuje zastávku Zora pouze dvěma spoji denně při začátku a konci směny
- Ve dnech pracovního klidu nasazovány především minibusy
- V období letních prázdnin pokračuje ze zastávky Hlavní nádraží přes zastávku Kosmonautů bez obsluhy zastávek 17. listopadu a Envelopa
- Interval špička/sedlo a dny pracovního klidu/večer 30/40/60 min

### Linka č. 14
(Panelárna) - (Presbeton) - (Dopravní stavby) - (Civilní obrana) - (Pavelkova, JTEKT) - (Olma; Z) - (Lipenská) - (Aut. nádraží podchod) - (Fibichova) - Hlavní nádraží - Na Špici - U Bristolu - Na Letné - Náměstí Hrdinů - Tržnice - Rooseveltova - Za Poštou - Trnkova - U Rybářského stavu - Nové Sady - Andělská - Čistička - (Ahold) a zpět
- Zátahové spoje ze směru Ahold pokračují ze zastávky Náměstí Hrdinů přes zastávku Na Střelnici do zastávky Ladova

### Linka č. 15
(Černovír) - (Na Sezníku; Z; X) - (Frajtovo náměstí) - (Farmak) - (Stratilova) - (Jablonského) - (Klášterní Hradisko) - (Černá cesta) - (Pasteurova; T) - (Na Špici) - Hlavní nádraží - Fibichova - Aut. nádraží podchod - Lipenská - (Olma) - Peugeot (X) - (Bystrovany, Lidl sklad) - Bystrovany, U Bystřičky - Bystrovany, škola - Bystrovany, Horizont (X) - Droždín, U Cihelny - Droždín, škola - Droždín, Horní Úlehla - Droždín, Bukovanská (T; X) - Bukovany a zpět
- Poslední spoj pokračuje ze zastávky Na Špici přes zastávku Na Střelnici do zastávky Ladova

### Linka č. 16
(Centrum Haná) - (Nová Ulice) - (Okružní) - (Tabulový vrch) - Profesora Fuky - Karafiátová - Stupkova - Jílová - Kmochova - Svornosti - Náměstí Hrdinů - Tržnice - Smetanovy sady - U Botanické zahrady - Povel, škola - Zikova - Rožňavská - U Rybářského stavu - Nové Sady - Slavonínská - Jižní - U Kapličky - Povel, škola - U Botanické zahrady - Smetanovy sady - Tržnice - Náměstí Hrdinů - Svornosti - Kmochova - Jílová - Stupkova - Karafiátová - Profesora Fuky - (Tabulový vrch) - (Okružní) - (Nová Ulice) - (Centrum Haná)
- Pokud spoj vyjíždí ze zastávky Centrum Haná nebo na ní končí, obsluhuje taktéž zastávky Okružní a Nová Ulice, pokud je ukončen nebo začíná na Tabulovém vrchu, těmito zastávkami neprojíždí
- Linka má přes značnou délku společného úseku polookružní charakter
- Na linku jsou v pracovní dny nasazovány kloubové autobusy; jižní část linky má být do roku 2020 nahrazena tramvajovou dopravou
- Interval špička/sedlo, podvečer a dny pracovního klidu dopoledne/dny pracovního klidu odpoledne/večer 10/15/20/30 min

### Linka č. 17
Farmak - Stratilova - Frajtovo náměstí - Lazce, kaple - Lazce - Finanční úřad - Na Střelnici - (Ladova; Z) - Náměstí Hrdinů - Tržnice - Smetanovy sady - U Botanické zahrady - Povel, škola - U Kapličky - Jižní - Slavonín, Dům seniorů (Z) - Slavonín, křižovatka - Kyselovská - Slavonín, Cihelna - Nemilany a zpět
- Tři spoje pokračují ze zastávky Na Střelnici do zastávky Ladova, kde jsou ukončeny
- V pracovních dnech jsou na linku nasazovány především kloubové autobusy
- Interval špička/sedlo a dny pracovního klidu/večer 30/40/60 min

### Linka č. 18
Tržnice - Náměstí Hrdinů - Na Střelnici - Ladova - Tomkova - Řepčínská - Řepčín, škola - Řepčín, Máchova - Řepčín, železárny - Poděbrady (X) - Horka, U Přejezdu (X) - Horka - Horka, škola - Skrbeň a zpět
- Některé spoje končí již na zastávce Řepčín, železárny

### Linka č. 19
Tabulový vrch - Profesora Fuky - Karafiátová - Stupkova - Jílová - Kmochova - Foerstrova, pošta - Dvořákova - Hotelový dům (T) - Zenit - Velkomoravská - U Teplárny - Vejdovského - Hlavní nádraží - Fibichova - Aut. nádraží podchod - ČSAD - Pekárny - U Mlýna - Holice - (Keplerova) - (Průmyslová) - (Nový Dvůr) a zpět
- Pokud spoj jede na Nový Dvůr (pouze ve dnech pracovního klidu), neobsluhuje zastávky Keplerova a Průmyslová
- Linka je ve společném úseku (Foerstrova, pošta - Holice, resp. Průmyslová, resp. Nový Dvůr) proložena s linkou 12
- Na linku jsou v pracovní dny nasazovány kloubové autobusy
- Interval špička/večer/sedlo a dny pracovního klidu 20/30/40 min

### Linka č. 20
Farmak - Stratilova - Jablonského - Klášterní Hradisko - Černá cesta - 17. listopadu - Envelopa - (Tržnice, plocha) - Tržnice - Náměstí Hrdinů - Šibeník - Gymnázium Hejčín - Svatoplukova - Řepčín, Máchova - Řepčín, železárny - Poděbrady (X) - Horka, U Přejezdu (X) - (Horka, areál Delta) - Horka - (Horka, škola) - (Skrbeň) - (Horka, škola) - Horka, Obecní úřad - Horka, Sedlisko - Horecká - Chomoutov, škola a zpět
- Linka obsluhuje čtyřmi spoji zastávku Horka, VOZ (návoz a odvoz pracovníků na směnu/ze směny)
- Jeden spoj v ranní špičce zajíždí navíc do zastávky Tržnice, plocha, kde je ukončen
- Interval špička/sedlo a pracovní dny podvečer/dny pracovního klidu/večer 20/30/40-45/50-60

### Linka č. 21
(Aquapark) - (Horní Lán) - (Nová Ulice) - (Okružní) - (Tabulový vrch) - Profesora Fuky - Hněvotínská - Lékařská fakulta - Dvořákova - Foerstrova, pošta - Foerstrova - Šibeník - Gymnázium Hejčín - Ladova - Finanční úřad - Lazce - Lazce, kaple - Frajtovo náměstí - (Farmak) - (Stratilova) - Jablonského - Klášterní Hradisko - Černá cesta - Pasteurova (T) - Na Špici - Hlavní nádraží a zpět
- Pokud spoj vyjíždí ze zastávky Aquapark nebo na ní končí, obsluhuje taktéž zastávky Okružní a Nová Ulice, pokud je ukončen nebo začíná na Tabulovém vrchu, těmito zastávkami neprojíždí
- Zatahující spoje končí na zastávce Ladova

### Linka č. 22
Černovír - Na Sezníku (Z) - Frajtovo náměstí - Lazce, kaple - Lazce - Finanční úřad - Na Střelnici - Náměstí Hrdinů - Tržnice - U Teplárny - Konzum - Přichystalova - Nový Svět - Holická, Grapo - (Technologická) - Šlechtitelů a zpět
- Interval špička/sedlo a dny pracovního klidu/večer 30/40/60-70

### Linka č. 24
Nová Ulice - Technologický park - Nedvězí - Slavonín, Zolova (X) - Nová Ulice
- Účelová linka s okružním charakterem pro návoz/odvoz pracovníků technologického parku
- Linka je v provozu pouze v pracovní dny
- Provoz je zajištěn přejezdy midibusu z linky 42, jeden ranní spoj obsluhuje kurz linky 25

### Linka č. 25
(Kaufland) - Hlavní nádraží - Aut. nádraží podchod - Lipenská - (Olma) - Hamerská, MILO - Hamerská - (U Mlýna) - (Holice) - (Nový Dvůr) - Staškova - Týnecká                                   - Kaufland, sklad a zpět
- Linka slouží ke zlepšení dopravní obslužnosti Kauflandu a propojení této prodejny s jejím skladem a dále k obsluze průmyslových areálu na jihovýchodě města
- Část spojů jezdí pouze v úseku Kaufland, sklad - Hlavní nádraží, několik spojů jen Kaufland - Hlavní nádraží
- V pracovních dnech některé spoje obsluhují i zastávky U Mlýna a Holice, zároveň zajíždí i do zastávky Nový Dvůr, ve dnech pracovního klidu tam zajíždí linky 12 a 19
- Interval ranní špička/sedlo/dny pracovního klidu 30-60/60/120 min

### Linka č. 26
Hlavní nádraží - Fibichova - Velkomoravská - Zenit - Hotelový dům (Z) - Lékařská fakulta - Hněvotínská - Profesora Fuky - Stiborova - Neředín, krematorium - Pod Letištěm (X) - Topolany a zpět
- Interval ve všech částech dne 50-90 min

### Linka č. 27
Tržnice - Náměstí Hrdinů - Svornosti - Foerstrova - Olomouc City - Globus - Foerstrova - Svornosti - Náměstí Hrdinů - Tržnice
- Linka má polookružní charakter
- Interval ve všech částech dne 45 min

### Linka č. 28
(Ladova; Z) - (Na Střelnici) - (Náměstí Hrdinů) - Tržnice - Smetanovy sady - U Botanické zahrady - Povel, škola - U Kapličky - Jižní - Slavonín, Dům seniorů (Z) - Slavonín, křižovatka - Slavonín, Zolova (X) - Nedvězí - Technologický park
- Výjezdové spoje začínají již na zastávce Na Střelnici, zátahové pokračují z Tržnice do zastávky Ladova
- 3 páry spojů ukončeny na zastávce Nedvězí
- Linka je v provozu pouze v pracovní dny
- Linka zajišťuje obsluhu Nedvězí místo příměstských linek a přímé spojení technologického parku s centrem města
- Interval ranní a odpolední špička 60 min, večer účelové spoje

### Linka č. 29
(Rožňavská) - (Zikova) - (Trnkova) - (Za Poštou) - (Rooseveltova) - Tržnice - Náměstí Hrdinů - Na Střelnici - Ladova - Gymnázium Hejčín - Šibeník (Z) - U Zlaté koule (T) - Globus a zpět
- Ze zastávky Rožňavská je veden pouze jeden spoj ve směru Globus, zbylé začínají/končí na zastávce Tržnice
- Jedná se o posilovou linku s třemi páry spojů, provozovanými v ranní špičce
- Linka je v provozu pouze v pracovní dny
- Linky č. 27 a 29 zajišťují spojení do obchodního centra Olomouc City-Globus

### Linka č. 31
Týneček - Kubatova - Na Rohu - (Sigma) - (AŽD) - Chválkovická-Epava - Na Pile - Na Špici - Hlavní nádraží a zpět
- Součástí je jeden školní pár spojů Hlavní nádraží - Kubatova a zpět
- 2 páry spojů vedeny ve směru do Týnečka pouze do zastávky Sigma
- Provoz posílen o původní zkrácené spoje příměstských linek, spoje jsou vedeny v časech dle potřeby bez pravidelného intervalu
- Linka je provozována pouze v pracovní dny

### Linka č. 42 (nemocniční linka)
Nová Ulice - Tyfloservis - FN, Ortopedie - FN, U Lékárny - FN III. interní klinika - FN, Ředitelství - FN, Centrální příjem - FN, Zdravotníků - Fakultní nemocnice - Pionýrská - Nová Ulice
- Linka je v provozu pouze v pracovní dny do cca 16 hodin
- Slouží ke zlepšení dostupností areálu Fakultní nemocnice Olomouc pro méně pohyblivé skupiny obyvatel
- Na linku jsou přednostně nasazovány minibusy Solaris Urbino 8,6
- Interval 15-45 min

## Noční linky

### Linka č. 50
Hlavní nádraží - U Bystřičky - Žižkovo nám. - U Dómu - Nám. Republiky - U Sv. Mořice - (Ladova) - (Na Střelnici) - Palackého - Nádraží město - Šibeník - Pražská - U Kovárny - Kmochova - Jílová - Stupkova - Karafiátová - Profesora Fuky - Okružní - Nová Ulice - Pionýrská - Fakultní nemocnice - Hotelový dům - Povel, škola - U Kapličky - Jižní - Slavonínská - Nové Sady - U Rybářského stavu - Trnkova - Nové Sady, sokolovna - Rooseveltova - Tržnice - Okresní soud - Náměstí Hrdinů - U Sv. Mořice - Nám. Republiky - U Dómu - Žižkovo nám. - U Bystřičky - Hlavní nádraží
- Linka má celkem čtyři spoje a dvě varianty trasy
- Jeden spoj zajíždí do zastávek Ladova a Na Střelnici
- Jeden spoj pokračuje ze zastávky U Sv. Mořice na zastávku Náměstí Hrdinů a zbytek trasy projíždí obráceně
- Linka má polookružní charakter

### Linka č. 51
Hlavní nádraží - Na Špici - U Bristolu - Na Letné - Dlouhá (X)- Finanční úřad - Ladova - Na Střelnici - Náměstí Hrdinů - Tržnice - Smetanovy sady - U Botanické zahrady - Povel, škola - U Kapličky - Jižní - Slavonínská - Nové Sady - U Rybářského stavu - Velkomoravská - U Teplárny - Vejdovského - Hlavní nádraží
- Účelová noční linka s jedním spojem
- Linka má polookružní charakter

### Linka č. 52
Hlavní nádraží - U Bystřičky - Žižkovo nám. - U Dómu - Nám. republiky - U sv. Mořice - Palackého - Nádraží město - Šibeník - Pražská - U Kovárny - Kmochova - Jílová - Stupkova - Karafiátová - Profesora Fuky - Okružní - Nová Ulice - Pionýrská - Fakultní nemocnice - Wolkerova - Výstaviště Flora - Okresní soud - Tržnice - Za Poštou - Velkomoravská - U Teplárny - Vejdovského - Hlavní nádraží
- Noční linka, která má dva spoje
- Linka má polookružní charakter

## Vysvětlivky
T - směr tam (směr, který je vypsán pořadím zastávek); udáváno u jednosměrných a linkou jednosměrně obsluhovaných zastávek
Z - směr zpět (opačný směr, než je vypsán); udáváno u jednosměrných a linkou jednosměrně obsluhovaných zastávek
X - zastávka na znamení
(zastávka v závorce) - obsluha pouze vybranými spoji